# Герб Волочиського району
Герб Волочиського району — офіційний символ Волочиського району, затверджений 27 лютого 2007 р. рішенням VII сесії районної ради.

## Опис
У щиті, розтятому зігнуто у формі оберненої літери «S» лазуровим і червоним, щиток, скошений справа лазуровим і червоним; у першій частині золоте сонце з людським обличчям, у другій — срібний уширений хрест. Щиток угорі і знизу супроводжується двома золотими човнами, що пливуть у протилежні боки. Щит увінчаний рослинним орнаментом із золотим сонцем та облямований композицією із зелених гілок дуба і золотих колосків пшениці, перевитих синьо-жовтою стрічкою.
Автор — В. М. Ільїнський.